# Contrevoz

Contrevoz este o comună în departamentul Ain din estul Franței.